# Casa al carrer des Poal, 16 (Cadaqués)
La Casa al carrer des Poal, 16 és una obra de Cadaqués (Alt Empordà) inclosa a l'Inventari del Patrimoni Arquitectònic de Catalunya.

## Descripció
Situada dins del nucli urbà de la població de Cadaqués, a la banda de llevant de la platja Gran, en segona línia de mar.
Edifici entre mitgeres de planta rectangular, amb la coberta de teula de dos vessants i distribuït en planta baixa i dos pisos. Consta de dues crugies perpendiculars a la façana principal. La planta baixa presenta dos esvelts portals d'arc de mig punt bastits en maons, tot i que estan emblanquinats. Al primer pis hi ha dos finestrals rectangulars amb els emmarcaments arrebossats, que tenen sortida a un balcó corregut. Presenta la llosana motllurada sostinguda per mènsules decorades i barana de ferro treballat. La segona planta presenta dos balcons exempts de les mateixes característiques que l'anterior, als que hi tenen sortida dos finestrals rectangulars. La part superior del parament compta amb una motllura horitzontal, damunt la que se situen els dos ovals corresponents als forats de ventilació de la coberta. El parament està coronat per una cornisa motllurada.
La construcció presenta els paraments arrebossats i emblanquinats.